# Chiara Gazzoli
Chiara Gazzoli (Cernusco sul Naviglio, 21 d'agost de 1978) és una antiga davantera de futbol que va ser internacional amb Itàlia entre 1999 i 2007 (quan va deixar el futbol pel futbol sala), jugant l'Eurocopa 2005. Va guanyar 4 Lligues, 3 Copes i 3 Supercopes d'Italia amb el Milan, el Foroni, el Torres i el Fiammamonza, i va ser màxima golejadora de la Serie A en dues ocasions.

## Trajectòria
| Temporades    | Club            | Títols                         | Selecció (fases finals) |
| ------------- | --------------- | ------------------------------ | ----------------------- |
| 94/95 - 00/01 | ACF Milan       | 1 Lliga, 1 Copa, 1 Supercopa   |                         |
| 01/02 - 03/04 | Foroni Verona   | 2 Lligues, 1 Copa, 1 Supercopa |                         |
| 04/05         | Sassari Torres  | 1 Copa                         | Eurocopa 2005 (1a fase) |
| 05/06 - 06/07 | ASD Fiammamonza | 1 Lliga, 1 Supercopa           |                         |